# Paklare
Paklare (Petromyzontidae) su red unutar razreda Cephalaspidomorphi koji pripadaju nadrazredu besčeljusnika. Svojim primitivnim izduženim oblikom tijela liče na jegulje. Razvojno gledano, to su vrlo primitivni predstavnici kralježnjaka. Već 500 milijuna godina taj živi fosil se gotovo nije promijenio. Danas su sve vrste paklara toliko rijetke, da su stavljene na "crvenu listu" akutno ugroženih životinja.

## Rasprostranjenost
Paklare žive pretežno u morskim obalnim vodama i slatkoj vodi. Najmanje za jednu vrstu (Geotria australis) pretpostavlja se da prelaze zamjetne razdaljine otvorenim morskim vodama. Razlog ovoj pretpostavci je da se ne mogu utvrditi naznake izoliranog razvoja između australske i novozelandske populacije. Paklare se mogu naći u svim područjima umjerenih klimatskih zona, osim Afrike.
Paklare se mrijeste u gornjim tokovima potoka i rijeka. Za to im je potrebna šljunčana podloga i prohladna voda bogata kisikom (to je razlog zbog čega ih nema u tropskim područjima). Nakon izlaska iz jajašca, još slijepe larve koje imaju samo rudimentarne oči ukapaju se u pješčane dijelove vodotokova. Glava ostaje vani, i hrani se mikroorganizmima (plankton) iz vode.

## Izgled
Paklare nemaju čeljusti, a okrugla usta s rožnatim zubima oblikovana su za prisisavanje. Imaju jednu nosnicu, dva oka i sedam škržnih otvora.
Nakon radikalne pretvorbe (metamorfoza) tjelesne građe od larve do odrasle životinje koja se događa uglavnom nakon 4-7 godina (što ovisi o vrsti), većina (morska paklara, riječna paklara) odlazi nizvodno do mora gdje živi parazitski do 18 mjeseci, obično blizu obale. Domaćini su im ribe na koje se prisišu, pijući im krv i stružući njihovo meso. Veće, zdrave ribe, uglavnom preživljavaju ovakve napade, zadržavajući nakon toga samo tipičan okrugli ožiljak. Manje ribe, mlade kao i bolesne ribe mogu od takvih napada i uginuti. 
Nakon nekog vremena, kad dosegnu spolnu zrelost, vraćaju se ponovo u riječne tokove radi mriještenja. Nakon mriještenja, životinje ugibaju.
Potočne paklare ne odlaze u more. Ostaju živjeti u blizini mjesta gdje su provele svoj larveni dio života, u odraslom životnom razdoblju se ne hrane, i mrijeste se ponovo u istom području.
Postoje i dvije endemske vrste potočnih paklara. Obje žive u slivu Dunava. To su dunavska potočna paklara (Eudontomyzon vladykovi) i kako im ime govori, u ukrajinskom dijelu sliva Dunava, ukrajinska potočna paklara (Eudontomyzon mariae).

## Taksonomija
U ovoj porodici postoje tri potporodice podijeljene u devet rodova s ukupno 40 priznatih vrsta:
- Rod Caspiomyzon Berg, 1906
  - Caspiomyzon wagneri (Kessler, 1870.)
- Rod Entospheneus Gill, 1862
  - Entosphenus tridentatus (Richardson, 1836)
- Rod Eudontomyzon Regan, 1911
  - Eudontomyzon danfordi (Regan, 1911.)
  - Eudontomyzon hellenicus (Vladykov, Renaud, Kott i Economidis, 1982)
  - Eudontomyzon mariae (Berg, 1931)
  - Eudontomyzon morii (Berg, 1931)
  - Eudontomyzon stankokaramani (Karaman, 1974)
  - Eudontomyzon vladykovi (Oliva i Zanandrea, 1959)
- Potporodica Geotriinae
  - Rod Dionisia
  - Rod Macrophthalmia
  - Rod Neomordacia
  - Rod Thysanochilus
  - Rod Velasia
- Rod Ichthyomyzon Girard, 1858
  - Ichthyomyzon bdellium (Jordan, 1885)
  - Ichthyomyzon castaneus Girard, 1858
  - Ichthyomyzon fossor (Reighard and Cummins, 1916)
  - Ichthyomyzon gagei (Hubbs i Trautman, 1937)
  - Ichthyomyzon greeleyi (Hubbs i Trautman, 1937)
  - Ichthyomyzon unicuspis (Hubbs i Trautman, 1937)
- Rod Lampetra
  - Lampetra aepyptera (Abbott, 1860.)
  - Lampetra alaskensis (Vladykov i Kott, 1978.)
  - Lampetra appendix (DeKay, 1842.)
  - Lampetra ayresii (Günther, 1870.)
  - Lampetra fluviatilis (Linnaeus, 1758.); Riječna paklara
  - Lampetra hubbsi (Vladykov i Kott, 1976.)
  - Lampetra lamottei (Lesueur, 1827.)
  - Lampetra lanceolata (Kux i Steiner, 1972.)
  - Lampetra lethophaga (Hubbs, 1971.)
  - Lampetra macrostoma (Beamish, 1982.)
  - Lampetra minima (Bond i Kan, 1973.)
  - Lampetra planeri (Bloch, 1784.); Potočna paklara
  - Lampetra richardsoni (Vladykov i Follett, 1965.)
  - Lampetra similis (Vladykov i Kott, 1979.)
  - Lampetra tridentata (Richardson, 1836.)
- Rod Lethenteron
  - Lethenteron camtschaticum (Tilesius, 1811.)
  - Lethenteron japonicum (Martens, 1868.)
  - Lethenteron kessleri (Anikin, 1905.)
  - Lethenteron matsubarai (Vladykov i Kott, 1978.)
  - Lethenteron reissneri (Dybowski, 1869.)
  - Lethenteron zanandreai (Vladykov, 1955.)
- Rod Petromyzon
  - Petromyzon marinus (Linnaeus, 1758.); Morska paklara
- Potporodica Petromyzontinae:
  - Rod Agnathomyzon
  - Rod Ammocoetes
  - Rod Batymyzon
  - Rod Oceanomyzon
- Rod Tetrapleurodon Creaser & Hubbs, 1922

## Zanimljivosti
Morska paklara (Petromyzon marinus) prva je vrsta koja je iz Atlantskog oceana ušla u Velika jezera kroz kanale izgrađene za prolaz brodova. Paklara je živeći kao parazit na ribama prouzročila veliku štetu na ihtiofauni Velikih jezera, posebno na populaciji jezerske pastrve koja je iz nekih jezera potpuno nestala. Čak 40% do 60% jezerskih pastrva koje napadne morska paklara ugiba zbog manjka krvi. Paklare su se toliko proširile u Velikim jezerima zbog nedostatka predatora i velikog broja pritoka koji su izvrsno stanište za razvoj ličinki paklara. Zbog nestanka jezerske pastrve koja je bila glavni predator u Velikim jezerima prije invazije paklara došlo je do velikih promjena u sastavu zajednice riba.